# USS Elcano (PG-38)
USS Elcano (PG-38) – kanonierka należąca do Hiszpańskiej Marynarki Wojennej i zajęta przez US Navy w czasie wojny amerykańsko-hiszpańskiej. Weszła oficjalnie do służby w US Navy w 1902 i została wycofana w 1928.
„Elcano” został zbudowany ze stali w Hiszpanii w 1885 i pełnił służbę w hiszpańskiej marynarce w Manili, gdy został zajęty w czasie bitwy w zatoce Manilskiej 1 maja 1898. Został przerobiony w ramach przygotowań do wcielenia do służby cztery lata później.
Kanonierka służyła w Chinach do czasów rewolucji 1911. Później kontynuowała służbę bazując w Szanghaju. Po wycofaniu ze służby została zatopiona jako okręt-cel.